# 卡洛斯·埃斯皮诺拉
卡洛斯·毛里西奥·“卡莫”·埃斯皮诺拉（西班牙語：Carlos Mauricio "Camau" Espínola，1971年10月5日—），阿根廷男子帆船运动员。他曾代表阿根廷参加1992年、1996年、2000年、2004年和2008年夏季奥林匹克运动会帆船比赛，获得二枚银牌和二枚铜牌。